# Bauxite (Arkansas)
Bauxite è un comune degli Stati Uniti d'America, situato in Arkansas, nella contea di Saline.